# Office of Film and Literature Classification (New Zealand)
 For alternative betydninger, se Office of Film and Literature Classification. (Se også artikler, som begynder med Office of Film and Literature Classification)
Office of Film and Literature Classification (OFLC, maorisk: Te Tari Whakaropu Tukuata, Tuhituhinga) er en offentlig orignisation i New Zealand som er ansvarlig for at sætte aldersgrænser på film, videoer, bøger og nogle computerspil. Chefen for orginisationen hedder en "Chief Sensor", en titel som har vært brugt siden 1916 på embedsmanden som er ansvarlig for censur i New Zealand.